# مرتفعات بروكلين: مذكرات شخصية
مرتفعات بروكلين: مذكرات شخصية هي مقالة سيرة ذاتية من تأليف ترومان كابوتي، تكلم فيها عن حياته في بروكلين أواخر خمسينيات القرن العشرين. في حين دُمجت أخيرًا مع رسومات توضيحية للصور الأصلية بريشة ديفيد آتي في إصدار كتاب طاولة القهوة، وضُمنت في العديد من المقتطفات أيضًا، فقد نُشرت لأول مرة في عدد فبراير 1959 من مجلة هوليدي منتصف القرن.
تُفتتح المقالة بالعبارة الشهيرة «أنا أعيش في بروكلين. باختياري». يعرض كابوتي في المقال تاريخًا مقتضبًا عن الحي وكيف انتقل للعيش هناك، ووصف المنزل الذي كان يعيش فيه ذلك الوقت، شارع ويلو 70؛ وهو المكان الذي كتب فيه ما يعتبره الكثيرون أعظم أعماله، مثل الفطور عند تيفاني وبدم بارد. يطلق المقال بعد ذلك أوصافًا مثيرة للسخرية على الأماكن المحلية المفضلة التي كان يتردد كابوتي عليها -من المطاعم إلى متاجر التحف إلى الأزقة المليئة بالكلاب- بالإضافة إلى شخصيات الحي المختلفة، قبل أن يختمها بقصة مشؤومة عن التعرض للتهديد من قبل «كوبرا»، وهو أحد أعضاء عصابة معروفة، بالقرب من النهر الشرقي. قال جون نولز، محرر في مجلة هوليدي أصبح لاحقًا روائيًا مشهورًا أيضًا، «لقد طلبت مني المجلة الحصول على موافقة كابوتي للعمل من أجلهم»، وادعى أنه وظف كابوتي للعمل في المجلة في نفس الليلة التي وظف فيها جاك كيروك. وصف نولز مرتفعات بروكلين: مذكرات شخصية، بأنها «من أفضل أعمال كابوتي، كانت حقًا مميزة للغاية». وأشار أيضًا إلى المقال بعنوان مختلف «حي في بروكلين».
يعود المنزل الموجود في شارع ويلو 70 إلى صديق كابوتي، المصمم المسرحي الحائز على جائزة توني أوليفر سميث. استأجر كابوتي بعض غرف الطابق السفلي في سنوات عيشه هناك التي استمرت من عام 1955 إلى عام 1965. ولكن مثلما لاحظ جورج بليمبتون لاحقًا، «عندما زاره أصدقاؤه، كان غالبًا يأخذهم في جولة في المنزل بأكمله (عندما لم يكن سميث في المنزل) ويقول إنه كان منزله، كل ما لديه، وإنه رمم كل غرفة وزيّنها».
وُضح المقال الأصلي بصور فوتوغرافية أضافها ديفيد آتي، التقط معظمها عندما أخذه كابوتي في جولة إلى مرتفعات بروكلين في مارس عام 1958. لم يكن هذا تعاونهما الأول؛ عُين آتي في العام الذي يسبقه من قبل المخرج الفني الشهير أليكسي برودوفيتش لإنتاج سلسلة كبيرة من الصور التوضيحية تشرح كتاب الإفطار عند تيفاني، الذي نُشر أول إصدار له في مجلة هاربر بازار. كانت هذه أول مهمة تصوير احترافية لآتي، الذي كان تلميذًا لبرودوفيتش. ولكن على الرغم من بدء مهنة آتي بسبب هذه الصور -يُقال إن كابوتي قد أُعجب بها كثيرًا لدرجة أنه وافق على العديد من التعديلات التحريرية التي طالبت بها مجلة هاربر- قرر ناشر المجلة ألا ينشر المقال على الإطلاق. اعتُبرت طريقة كتابته لاذعة وموضوعه «غير مناسب»، وكان هناك قلق من رد سلبي على مقال تيفاني، لذلك أُبطل المشروع. من خلال مجهوده الخاص، وعندما أعاد كابوتي بيع المقال إلى مجلة إسكير، حدد أنه «لن يكون مهتمًا إذا لم تستخدم إسكير سلسلة صور آتي الأصلية». كتب إلى رست هيلز، محرر مجلة إسكير: «أنا سعيد جدًا لأنك تستخدم صوره، وأعتقد أنها ممتازة». ولكن لخيبة أمل كابوتي، عرضت المجلة فقط صورة واحدة لآتي على كامل إحدى الصفحات (رغم استخدام صورة أخرى على الأقل غلافًا لكتاب الرواية القصيرة ذي الغلاف الورقي).